# Themes from William Blake's The Marriage of Heaven and Hell
Themes from William Blake's The Marriage of Heaven and Hell er det fjerde album fra det norske avantgarde-band Ulver. Det er tænkt som en musikalsk baggrund til William Blakes bog Ægteskabet Mellem Himmel & Helvede, med gæstevokalister.
Albummet er en drastisk ændring i forhold til sine forgængere, og bandet blev efterfølgende voldsomt kritiseret af mange indenfor black metal-miljøet for det pludselige skift i musikken. Ulver skriver dog eksplicit i omslaget til albummet at de ikke er en del af "den såkaldte black metal-scene".
Musikken indeholder elementer fra drum and bass, progressiv rock, spoken word, industrial og black metal,[kilde mangler] fusioneret i en ambient musikstil.

## Spor

### Disk 1
1. "The Argument, Plate 2" – 4:03
2. "Plate 3" – 2:48
3. "Plate 3, Following" – 1:33
4. "The Voice of the Devil, Plate 4" – 2:49
5. "Plates 5-6" – 2:31
6. "A Memorable Fancy, Plates 6-7" – 4:24
7. "Proverbs of Hell, Plates 7-10" – 9:06
8. "Plate 11" – 2:01
9. "Intro" – 3:26
10. "A Memorable Fancy, Plates 12-13" – 5:59
11. "Plate 14" – 2:08
12. "A Memorable Fancy, Plate 15" – 4:51
13. "Plates 16-17" – 3:17

### Disk 2
1. "A Memorable Fancy, Plates 17-20" – 11:23
2. "Intro" – 2:27
3. "Plates 21-22" – 3:11
4. "A Memorable Fancy, Plates 22-24" – 4:50
5. "Intro" – 3:59
6. "A Song of Liberty, Plates 25-27" – 26:23

"A Song of Liberty, Plates 25-27" har vokal fra Emperor's Ihsahn og Samoth samt Darkthrone's Fenriz, fulgt af 20 minutters total stilhed.